# Stoned Raiders
Stoned Raiders (englisch für berauschte Räuber / Räuber im Drogenrausch) ist das sechste Studioalbum der US-amerikanischen Hip-Hop-Gruppe Cypress Hill. Es erschien am 3. Dezember 2001 über die Labels Ruffhouse und Columbia Records.

## Covergestaltung
Das Albumcover zeigt einen Totenschädel, welcher eine rote Goldkrone trägt. Links oben befindet sich der Schriftzug Cypress Hill und rechts unten steht der Titel Stoned Raiders.

## Gastbeiträge
Auf fünf Liedern sind neben Cypress Hill andere Künstler zu hören. So tritt der Rapper Kurupt in den Songs Kronologik und Here Is Something You Can’t Understand in Erscheinung. Southland Killers ist eine Kollaboration mit den Rappern MC Ren und King Tee, während auf L.I.F.E. der Künstler Kokane einen Gastauftritt hat. Außerdem ist der Track Red, Meth & B eine Kollaboration mit den Rappern Redman und Method Man.

## Titelliste
| #  | Titel                                      | Gastbeiträge          | Produzent | Länge |
| -- | ------------------------------------------ | --------------------- | --------- | ----- |
| 1  | Intro                                      |                       | DJ Muggs  | 1:03  |
| 2  | Trouble                                    |                       | DJ Muggs  | 5:01  |
| 3  | Kronologik                                 | Kurupt                | DJ Muggs  | 4:45  |
| 4  | Southland Killers                          | MC Ren und King Tee   | DJ Muggs  | 3:26  |
| 5  | Bitter                                     |                       | DJ Muggs  | 4:20  |
| 6  | Amplified                                  |                       | DJ Muggs  | 3:55  |
| 7  | It Ain’t Easy                              |                       | DJ Muggs  | 4:14  |
| 8  | Memories                                   |                       | DJ Muggs  | 4:09  |
| 9  | Psychodelic Vision                         |                       | DJ Muggs  | 4:27  |
| 10 | Red, Meth & B                              | Redman und Method Man | DJ Muggs  | 3:45  |
| 11 | Lowrider                                   |                       | DJ Muggs  | 6:41  |
| 12 | Catastrophe                                |                       | DJ Muggs  | 3:26  |
| 13 | L.I.F.E.                                   | Kokane                | DJ Muggs  | 4:44  |
| 14 | Here Is Something You Can’t Understand     | Kurupt                | DJ Muggs  | 4:31  |
| 15 | Weed Man (Bonus-Track der Special-Edition) |                       | DJ Muggs  | 3:14  |

## Chartplatzierungen und Singles
Stoned Raiders stieg in der 51. Kalenderwoche des Jahres 2001 auf Platz 32 in die deutschen Charts ein. In den folgenden Wochen fiel das Album auf die Positionen 33 und 39, bevor es sich auf Platz 27 und die höchste Position 26 verbesserte. Insgesamt hielt es sich 15 Wochen in den Top 100. In den USA konnte das Album nicht an die Erfolge der Vorgänger anknüpfen: Stoned Raiders stieg lediglich auf Platz 64 ein, hielt sich acht Wochen in den Charts und konnte als erstes Werk der Rap-Gruppe keine Gold-Auszeichnung erreichen.
Als Doppel-Single wurden die Titel Trouble / Lowrider ausgekoppelt.

## Rezeption
| Professionelle Bewertungen | Professionelle Bewertungen |
| -------------------------- | -------------------------- |
| Kritiken                   |                            |
| Quelle                     | Bewertung                  |
| laut.de                    | [ 3 ]                      |
| plattentests.de            | [ 4 ]                      |
| allmusic                   | [ 5 ]                      |
| RapReviews                 | [ 6 ]                      |

Von laut.de bekam das Album vier von möglichen fünf Punkten. Der Rezensent Eberhard Dobler lobt vor allem die Refrains, die „in punkto Flow und Melodien ein Gassenhauer an den anderen“ reihen, sowie die Produktion von DJ Muggs, die „einfach immer zum Punkt“ komme. Die Mischung aus „Hip Hop- und Rock-Nummern“ würde „gleichermaßen ins Blut gehen.“